# 長谷川滋利の野球術
『長谷川滋利の野球術』（はせがわしげとしのやきゅうじゅつ）は、2006年10月2日から2007年3月26日までTBSラジオ『あべこうじのポッドキャスト番長』内で放送されていたラジオ番組。放送時間は毎週月曜 19:30頃 - 19:40頃（日本標準時）。
放送期間中、ポッドキャストによる配信が行われていた。

## 出演者
- 長谷川滋利 - パーソナリティであるが、アメリカ滞在中には電話出演をしていた。帰国してスタジオ出演する週もあった。
- 生島淳 - アシスタントを担当。